# Schlieren
Schlieren (toponimo tedesco) è un comune svizzero di 18 749 abitanti del Canton Zurigo, nel distretto di Dietikon; ha lo status di città.

## Monumenti e luoghi d'interesse

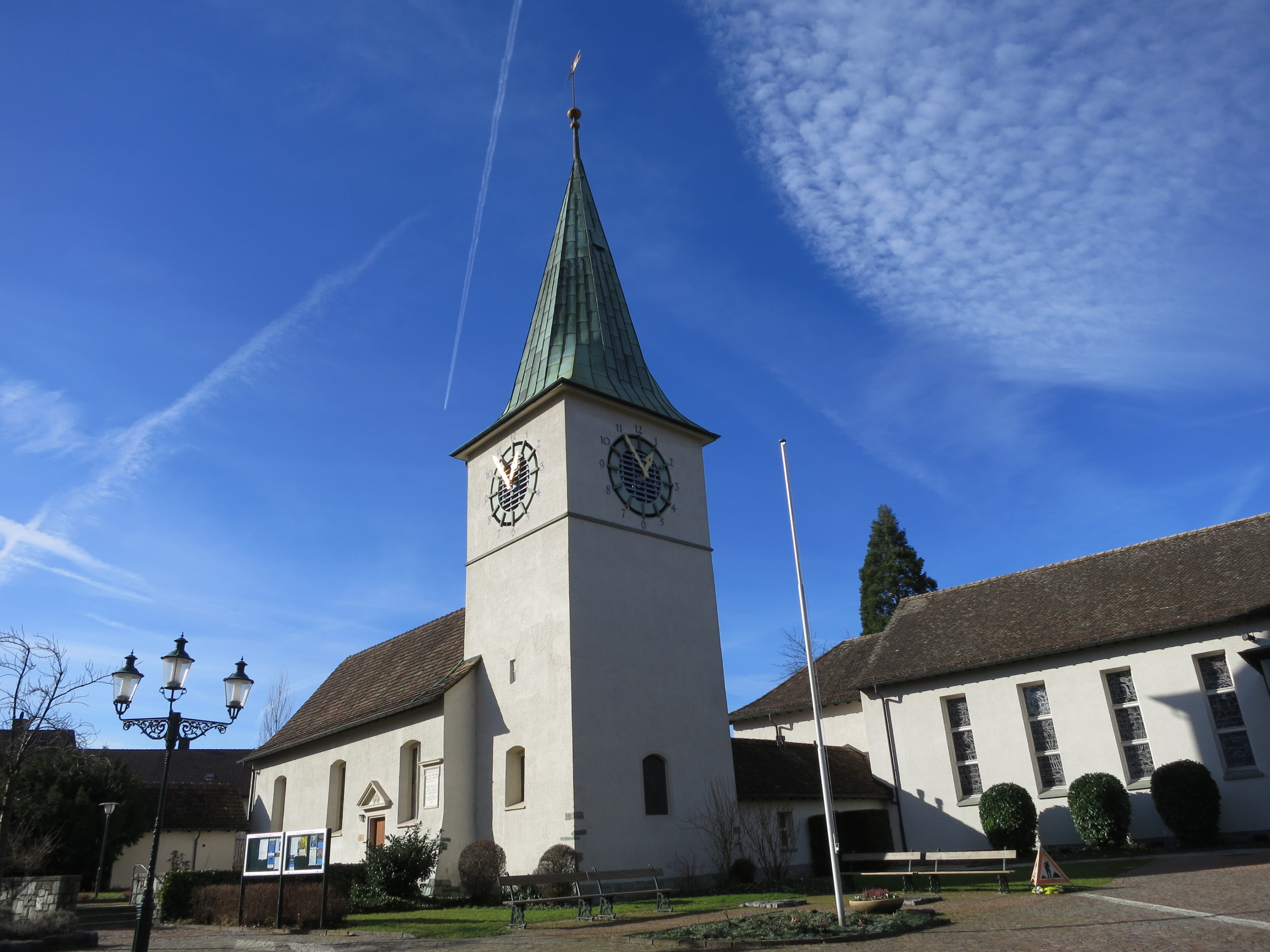
La chiesa di Sant'Agata

- Chiesa riformata di Sant'Agata, attestata dal 1245 e ricostruita nel 1485 e nel 1713[1];
- Chiesa cattolica di San Giuseppe, eretta nel 1923 e ricostruita nel 1960[1].

## Società

### Evoluzione demografica
L'evoluzione demografica è riportata nella seguente tabella:
Abitanti censiti

## Infrastrutture e trasporti

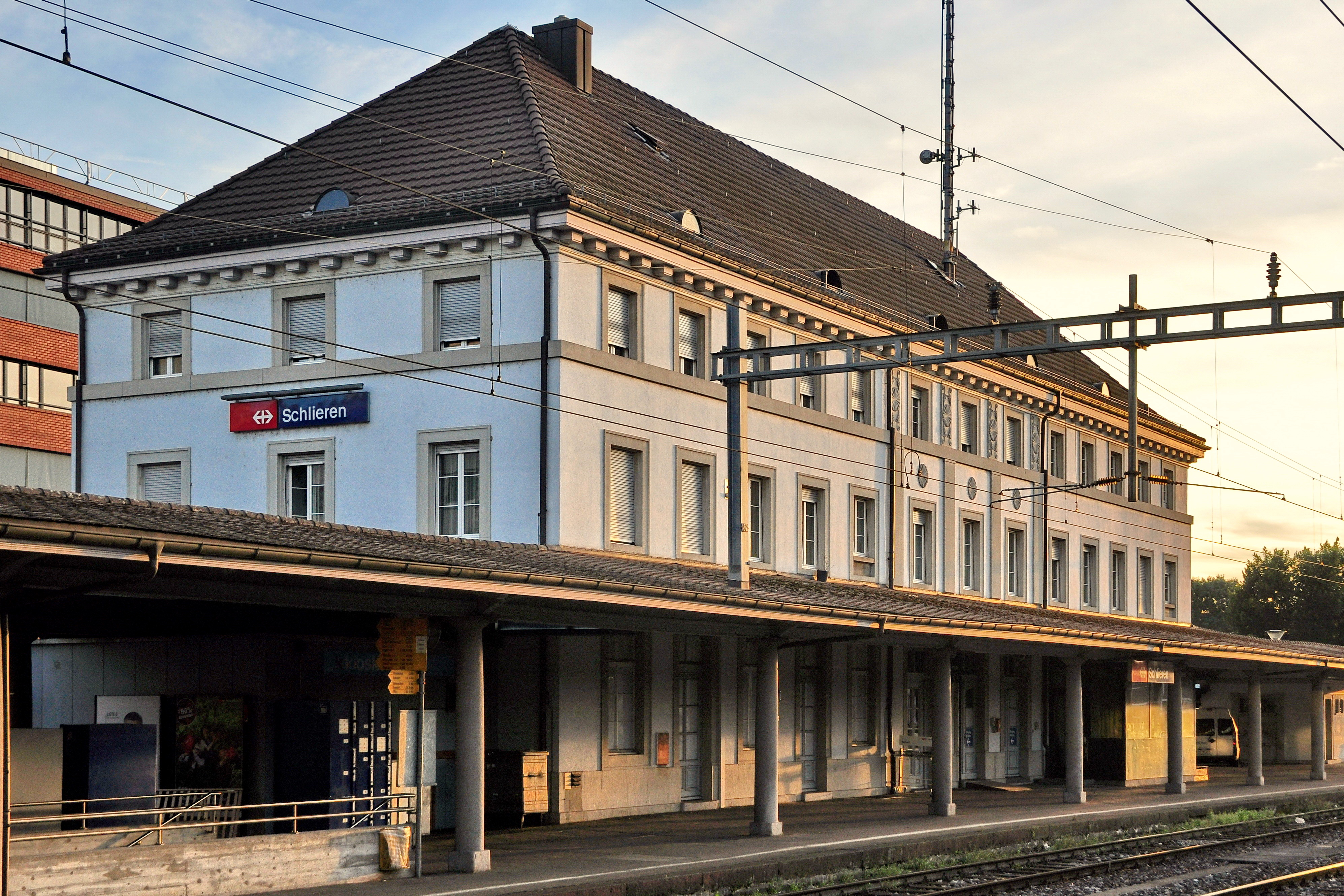
La stazione di Schlieren

Schlieren è servito dall'omonima stazione sulle ferrovie Zurigo-Olten e Bözbergbahn.

## Amministrazione
Ogni famiglia originaria del luogo fa parte del cosiddetto comune patriziale e ha la responsabilità della manutenzione di ogni bene ricadente all'interno dei confini del comune.